# Lasioglossum shanganiense
Lasioglossum shanganiense är en biart som först beskrevs av Cockerell 1937.  Lasioglossum shanganiense ingår i släktet smalbin, och familjen vägbin. Inga underarter finns listade i Catalogue of Life.